# Schuldknechtschaft
Schuldknechtschaft (veraltet Obnoxiation) ist die Rechtsstellung oder Situation eines zahlungsunfähigen Schuldners, der in Knechtschaft geraten ist. Als Sicherheit gegenüber dem Gläubiger muss er seine Arbeitskraft verpfänden, wobei er aber keine Aussicht hat, durch die geleisteten Arbeiten seine Schuld abzutragen und wieder freizukommen. Der Gläubiger kann allein und willkürlich über die Art und die Dauer der Abhängigkeit entscheiden. Daraus ergibt sich ein auf Dauer angelegtes, sklavereiähnliches Abhängigkeitsverhältnis, das von einseitiger Ausbeutung gekennzeichnet ist. Laut einer Definition der Vereinten Nationen kann es sich auch um den Fall handeln, dass der Schuldner die Arbeitskraft einer von ihm abhängigen Person verpfändet.

## Geschichte

### Frühe orientalische Hochkulturen
Der Codex Hammurapi erwähnt die Schuldknechtschaft in Zusammenhang mit einer Regel, nach der Frau und Kinder des Schuldners nach drei Jahren befreit werden mussten. Bei den Sumerern gab es das sogenannte amargi, einen öffentlichen Schuldenerlass, der dazu führte, dass die Kinder von verschuldeten Familien, so wörtlich, „zurück zur Mutter“ gelassen wurden.
In der jüdischen Tora finden sich Regeln, nach denen in jedem Sabbatjahr (hebräisch שמיטה shmitah), also jedes siebte Jahr, Schuldknechte ohne Ansehen ihres sozialen Status von ihrer Knechtschaft erlöst werden sollen, so das Deuteronomium, Devarim (hebräisch דְּבָרִים) (Dtn 15,12-18 , Dtn 15,1-2 ). Dazu soll jedes 50. Jahr nach dem siebten von sieben Sabbatjahren, also nach jeweils 49 Jahren, ein vollständiger Schuldenerlass gewährt werden, Erbland zurückgegeben (Bodenreform) und Schuldknechtschaft aufgehoben werden.

### Antike
Die Schuldknechtschaft war in der Antike bei den Griechen, Römern, Germanen und in Gallien ein Mittel, Geldschulden einzutreiben (also eine Form der Vollstreckung). Der Schuldner wurde wegen nicht gezahlter Geldschulden, insbesondere wenn er sich zur Vermeidung der Schuldknechtschaft zur Zahlung verpflichtet hatte, dem Gläubiger als Sklave zugesprochen: zur Abarbeitung der Schuld und sogar mit dem Recht, sich an den Leib des Schuldners zu halten. Nach einer Theorie bedeutete dies das Recht, den Schuldsklaven buchstäblich in Stücke zu hauen. Allerdings beruht diese Theorie auf einer zweifelhaften Übersetzung der III. Tafel des Zwölftafelgesetzes und auf der Unkenntnis einer als Gussbrocken bezeichneten Währung (aes rude). Nach einer anderen Theorie wurde der Schuldner lediglich verkauft (trans tiberim) und der erzielte Erlös wurde anteilsmäßig unter die Gläubiger verteilt. Dies erklärt auch die weitere Bestimmung Si plus minusve secuerunt, se fraude esto.
In Athen wurde dieses Recht durch Solon im Rahmen der Seisachtheia abgeschafft. In Rom wurde die Schuldknechtschaft 326 v. Chr. durch die lex Poetelia Papiria de nexis abgeschafft. Erwähnt wird die Schuldhaft aber noch in der Kaiserzeit, wo sie allerdings durch die Zwangsversteigerung ergänzt wurde (missio in possessionem).

### Mittelalter
Die Praxis der Schuldknechtschaft hielt sich bis ins Mittelalter hinein und wurde durch die reine Privathaft und zu Beginn der frühen Neuzeit durch die öffentliche Schuldhaft im Schuldturm ersetzt.

### Neuzeit
Peonaje war eine Art Knechtschaft, die im spanischen Vizekönigreich Neuspanien der indigenen Bevölkerung auferlegt wurde. Ein Erbe der spanischen Kolonisatoren, in der feudalen Vergangenheit des Mutterlandes verwurzelt, entwickelte sie sich nach der Unabhängigkeit auf den Latifundien weiter. Peonaje war ein Privileg, das dem Grundbesitzer ermöglichte, die Peones (Landarbeiter) zu zwingen, bis zur vollständigen Tilgung ihrer Schulden kostenlos auf ihren Höfen für ihn zu arbeiten. Diese Verpflichtung, zahlbar durch zukünftige Arbeiten, war auch von den Eltern auf die Kinder übertragbar, sie verwandelte sich schließlich in eine Form der Schuldknechtschaft. Peonaje wurde eine ständige Quelle des Missbrauchs, weil der Grundbesitzer selbst den Wert der Arbeit festlegte. Allgemein wurde sie als eine der Ursachen der sozialen und politischen Instabilität Mexikos während des neunzehnten Jahrhunderts betrachtet und Anfang des zwanzigsten Jahrhunderts abgeschafft.
Auch Franzosen und Engländer setzten bei ihren Kolonisationsprojekten das Konzept der Schuldknechtschaft ein. Die Knechte oder „Lehrlinge“, die für die Kolonien angeworben wurden, mussten sich bei den Franzosen für drei und bei den Engländern für (zunächst) bis zu sieben Jahren verpflichten bzw. wurden von ihren Angehörigen dazu verpflichtet. Dort angekommen, wurden sie allerdings von ihren Herren „weit schlimmer behandelt“ als die schwarzen Sklaven, da sie die „Schwarzen mehr schonen“ müssen als einen Weißen, da sie vorgenannte lebenslang als Sklaven hatten, während die Arbeitskraft der weißen Schuldknechte nur für die Dauer der Schuldknechtschaft ausgebeutet werden konnte. Neben der oft harten Kolonisierungsarbeit und dem strapaziösen Klima führten Hunger, Prügelstrafen und brutale Behandlung der Herren zu häufigen Todesfällen unter den Knechten. Bei den Engländern soll es zudem verbreitet gewesen sein, die Knechte zum Ende der Verpflichtungszeit noch einmal deutlich schlechter zu behandeln, um sie dazu zu zwingen, dass sie darin einwilligten, sich einem weiteren Herren erneut für bis zu sieben Jahre verkaufen zu lassen.
Forced apprenticeship („Zwangslehre“) war eine staatlich sanktionierte Rechtsform in Staaten der USA, die die Sklaverei abgeschafft hatten. Nach dem Ende des Amerikanischen Bürgerkriegs war Schuldknechtschaft neben dem Convict Leasing (Verpachtung von Strafgefangenen) eine der Methoden, mit denen sich Plantagenbesitzer und Unternehmen der Südstaaten mit billigen Arbeitskräften versorgten. Die sogenannten Black Codes lieferten den Vorwand, Afroamerikaner aufzugreifen und sie zu Geldstrafen zu verurteilen, die sie in der Regel nicht bezahlen konnten. Plantagenbesitzer oder Unternehmen zeigten sich willens, für die Verurteilten die Geldstrafe zu entrichten, sofern sie gleichzeitig einen Schuldknechtsvertrag zu unterzeichnen, der den Verurteilten zwang, die Zahlung durch Arbeit abzugelten. Douglas A. Blackmon hat in seinem mit dem Pulitzer-Preis ausgezeichneten Buch Slavery by Another Name anhand zahlreicher Beispiele nachgewiesen, wie korrupte Friedensrichter, Sheriffs und Unternehmer oder Plantagenbesitzer ein System der Versorgung mit billigen Arbeitskräften schufen. Schuldknechtschaft war ähnlich wie Convict Leasing früh verboten, jedoch war die Befolgung dieses Verbots weniger nachprüfbar. 1921 ermordeten der Plantagenbesitzer John S. Williams und sein Aufseher Clyde Manning nachweislich mindestens 11 über Schuldknechtschaftsverträge zur Zwangsarbeit verpflichtete afroamerikanische Arbeitskräfte. Nachdem er von FBI-Agenten aufgesucht wurde, fürchtete Williams zwar die Strafverfolgung wegen Ausübung von Schuldknechtschaft, bezeichnete sie aber im ersten Gespräch mit den Agenten noch als übliche Praxis. Vermutlich wäre auch der Besuch der FBI-Agenten für Williams ohne Konsequenzen geblieben, wenn nicht Wochen später die verwesenden Leichen der Ermordeten in den Gewässern von Jasper County (Georgia) aufgetaucht wären. Schuldknechtschaft lässt sich in den USA bis 1941 nachweisen. Am 13. Oktober 1941 bekannte sich Charles E. Bledsoe vor einem Bundesgericht in Mobile, Alabama, für schuldig, auf Basis eines Schuldknechtsvertrages einen Afroamerikaner namens Martin Thompson gegen seinen Willen festgehalten zu haben. Bledsoe wurde zur Zahlung einer Geldstrafe von 100 USD und sechs Monaten Haft auf Bewährung verurteilt.
Kamaiya war ein nepalesisches Schuldknechtschaftssystem, das bis zum Ende des 20. Jahrhunderts existierte.

## Heutige Situation
Schuldknechtschaft in Verbindung mit Lohnsklaverei entsteht, wenn Arbeitnehmer vor der Arbeitsaufnahme und während des Arbeitsverhältnisses gezwungen sind, Unterkunft, Arbeits- und Lebensmittel als Schuldner vom Arbeitgeber zu beziehen, und dafür der Arbeitslohn fast vollständig vom Arbeitgeber einbehalten wird (Company Store System). Noch heute ist die Schuldknechtschaft – obwohl weltweit als Form der Sklaverei verboten – in vielen Ländern verbreitet, so in Pakistan und Indien (wo sie als bonded labour bezeichnet wird) oder in Lateinamerika (wo sie peonaje – Knechtschaft – heißt). Sie gilt als die meistverbreitete Form der „neuen Sklaverei“. Ein berühmt gewordenes Opfer der Schuldknechtschaft war der pakistanische Junge Iqbal Masih, der im Alter von vier Jahren als Schuldknecht an eine Teppichmanufaktur verkauft worden war.

## Schuldknechtschaft als antisemitischer und extrem rechter Kampfbegriff
Der Begriff Schuldknechtschaft wird, wie auf der Website der Brandenburgischen Landeszentrale für politische Bildung ausgeführt, in der Gegenwart von extrem rechten Akteuren als „rechtsextremes Argument, mit dem Feindbilder aller Art, darunter Antiamerikanismus und Antisemitismus, aufgerufen werden“, verwendet.

## Rechtslage in Deutschland
Schuldknechtschaft ist in Deutschland verboten und unter Strafe gestellt: § 233 StGB – Menschenhandel zum Zweck der Ausbeutung der Arbeitskraft.